# Női páros magyar tollaslabdabajnokok listája
Magyarországon női párosban 1963-tól rendeznek tollaslabda-bajnokságot.

## A női páros magyar tollaslabdabajnokok név szerint
- 1963. Horváth Lídia – Marincsák Istvánné (XV. ker. Tanács SK)
- 1964. Schmitt Éva – Szűcs Éva (ÉVITERV SC)
- 1965. Jászonyi Katalin – Geblusek Irén (ÉVITERV SC)
- 1966. Jászonyi Katalin – Doba Renáta (Bp. Petôfi SC)
- 1967. Jászonyi Katalin – Wolf Erzsébet (Bp. Petôfi SC)
- 1968. Jászonyi Katalin – Cserni Éva (Bp. Petôfi SC)
- 1969. Cserni Éva – Wolf Erzsébet Bp. (Petôfi SC – ISC)
- 1970. Virágos Valéria – Andrekovics Erzsébet (Kilián FSE)
- 1971. Ladányi Gertrúd – Wolf Erzsébet (ISC)
- 1972. Ladányi Gertrúd – Wolf Erzsébet (ISC)
- 1973. Cserni Éva – Virágos Valéria (FŐKERT HSC – Kilián FSE)
- 1974. Cserni Éva – Virágos Valéria (FŐKERT SE – Kilián FSE)
- 1975. Németh Erzsébet – Szabó Ildikó (Killián FSE – Hatvani Spartacus SC)
- 1976. Németh Erzsébet – Szabó Ildikó (Killián FSE – Hatvani Spartacus SC)
- 1977. Cserni Éva – Pozsik Éva (FŐKERT SE)
- 1978. Gláser Zsuzsa – Legerszki Andrea (Honvéd Zrinyi SE)
- 1979. Vargáné Cserni Éva – Pozsik Éva (FŐKERT SE)
- 1980. Gláser Zsuzsa – Legerszki Andrea (Honvéd Osztapenkó SE)
- 1981. Vígh Ildikó – Diószegi Zsuzsa (Honvéd Zrínyi SE)
- 1982. Vígh Ildikó – Diószegi Zsuzsa (Honvéd Zrínyi SE)
- 1983. Vígh Ildikó – Fejes Judit (Honvéd Zrínyi SE)
- 1984. Vargáné Cserni Éva – Petrovits Márta (NYVSSC)
- 1985. Vígh Ildikó – Fejes Judit (Honvéd Zrínyi SE)
- 1986. Vargáné Cserni Éva – Dovalovszky Márta (NYVSSC – HOSE)
- 1987. Vargáné Cserni Éva – Dovalovszky Márta (NYVSSC – HOSE)
- 1988. Vargáné Cserni Éva – Dovalovszky Márta (NYVSSC – HOSE)
- 1989. Vígh Ildikó – Fejes Judit (Honvéd Zrínyi SE)
- 1990. Fórián Csilla – Dakó Andrea (Debreceni Kinizsi SE – H.Zrínyi SE)
- 1991. Vígh Ildikó – Dakó Andrea (Honvéd Zrínyi SE)
- 1992. Fórián Csilla – Karácsony Kinga (Debreceni Kinizsi SE)
- 1993. Fórián Csilla – Karácsony Kinga (Debreceni Kinizsi SE)
- 1994. Harsági Andrea – Dakó Andrea (NYVSC – Honvéd Zrínyi SE)
- 1995. Gondáné Fórián Csilla – Karácsony Kinga (Debreceni Kinizsi SE)
- 1996. Dakó Andrea – Kocsis Adrienn (Honvéd Zrinyi SE – DTC)
- 1997. Gondáné Fórián Csilla – Kocsis Adrienn (Debreceni Tollaslabda Club)
- 1998. Dakó Andrea – Keszthelyi Melinda (Honvéd Zrínyi SE)
- 1999. Dakó Andrea – Keszthelyi Melinda (BEAC – Honvéd Zrínyi SE)
- 2000. Gondáné Fórián Csilla – Karácsony Kinga (Debreceni Tollaslabda Club)
- 2001. Ádám Krisztina – Gondáné Fórián Csilla (BEAC, DTC-DSI)
- 2002. Ádám Krisztina – Varga Sarolta (BEAC – H. Zrínyi SE)
- 2003. Gondáné Fórián Csilla – Karácsony Kinga (Debreceni Tollaslabda Club)
- 2004. Kovács Zsófia – Kovács Zsuzsanna (DTC-DSI)
- 2005. Gondáné Fórián Csilla – Czifra Zsuzsa (DTC-DSI)
- 2006. Gondáné Fórián Csilla – Cziffra Zsuzsa (DTC-DSI)
- 2007. Varga Sarolta  – Varga Orsolya (HZSE  –  DTC-DSI)
- 2008. Keszthelyi Melinda – Ádám Krisztina (Honvéd Zrínyi SE – ROSCO SE)
- 2009. Keszthelyi Melinda – Ádám Krisztina (Honvéd Zrínyi SE – ROSCO SE)
- 2010. Keszthelyi Melinda – Ádám Krisztina (Honvéd Zrínyi SE)
- 2011. Horváth Zsófia  –  Fekete Sára (Multi Alarm SE)
- 2012. Sárosi Laura – Sárosi Réka (Multi Alarm SE)
- 2013. Sárosi Laura – Sárosi Réka (Multi Alarm SE)
- 2014. Sárosi Laura – Sárosi Réka (Multi Alarm SE)